# Kaneyama (Yamagata)
Kaneyama (金山町 Kaneyama-machi?) es un pueblo localizado en la prefectura de Yamagata, Japón. En junio de 2019 tenía una población de 5.262 habitantes y una densidad de población de 32,5 personas por km². Su área total es de 161,67 km².

## Geografía

### Municipios circundantes
- Prefectura de Yamagata
  - Shinjō
  - Sakegawa
- Prefectura de Akita
  - Yuzawa

## Demografía
Según datos del censo japonés, la población de Kaneyama ha disminuido en los últimos años.
| Año del censo | Población |
| ------------- | --------- |
| 1995          | 7.665     |
| 2000          | 7.381     |
| 2005          | 6.949     |
| 2010          | 6.365     |
| 2015          | 5.829     |